# José Albasini
José Albasini, José Francisco Albasini, também conhecido como O Bandana, foi um jornalista e escritor moçambicano. Juntamente com seu irmão João dos Santos Albasini e o amigo Estácio Bernardo Dias (1877-1937), fundou o Grémio Africano de Lourenço Marques e dirigiu os jornais O Africano (1908-1918) e O Brado Africano (1918-1974). A sua série de crónicas Em busca de saúde: crónicas de um doente é considerada a primeira narrativa escrita por um moçambicano de origem africana .

## Biografia
- José Francisco Albasini, o Bandana, era neto do português (de nascimento) João Albasini [] (1812-1888), que em Moçambique ficaria conhecido como Juwawa. Este, por sua vez, era filho de Antonio Albasini, um italiano que havia emigrado para Portugal, onde se casou com Maria da Purificação e com quem teve o filho em 1812. Mais tarde, João acompanharia o pai em viagem a Moçambique, onde permaneceria mesmo depois de seu pai, Antonio, ter retornado à Europa, em 1834.
- Seu pai, Francisco João, casou-se com Kocuene Mpfumo, cujo nome português era Joaquina Correia de Oliveira, neta do régulo do clã Mpfumo (na Maxaquene, zona alta da que viria a ser a cidade de Lourenço Marques) e sobrinha da rainha Sibe, de etnia ronga ou tsonga, tendo assim um elevado estatuto social, além de propriedades.
- O nome da mãe aparece às vezes como Kocuene Mpfumo ou Kássine e, às vezes, com o nome português Joaquina Correia de Oliveira.
- José Albasini tinha três irmãos conhecidos:  Maria Isabel, António Paulino (o mais novo) e João dos Santos Albasini.
- Estudou na Escola Paroquial com o padre Simões.
- Segundo o historiador brasileiro Zamparoni, José Albasini trabalhou como caixeiro comercial e estabeleceu-se como despachante em Lourenço Marques.
- Entre 1906 e 1908, trabalhou com o irmão João na fundação do Grémio Africano de Lourenço Marques.
- Em 1920, quando João vai a Portugal, José assume a liderança da comissão organizadora do Grémio, reescreve os seus estatutos e finalmente faz aprová-los.
- Uma nota publicada na secção landim em 1-12-1911, com o título “A Ku Lelela” (Despedida), anuncia que o Bandana se despedia da família e dos amigos para ir viver no Xai-Xai (ou Vila João Belo, capital do então distrito de Gaza), sem prazo definido para a volta: a partir de então publica regularmente artigos em língua ronga, com data e local (Xai-Xai). Consta que ainda lá vivia, com sua esposa Mafindla Halari, em 1915.
- Com a morte do irmão, em 1922, José assume a direção do Brado Africano, na qual se mantém, com interrupções, até à morte.
- Em 1935 José mostra sinais de tuberculose, doença que já tinha matado seu irmão João dez anos antes e, aparentemente, também Jorge, um dos seus três filhos (em 15 de abril de 1933). José atribui esta série de infortúnios a “uma superstição nativa a meu respeito e da minha família”, a qual promete revelar nas páginas do Notícias] Também sua filha morrera pouco antes, mas não é certo se vítima de tuberculose.
- Segundo Karel Pott, (João) Albasini era “neto da bondosa rainha da Machaquene” por parte da mãe (O Brado Africano, 20 de agosto de 1932).  A história é de facto rodeada de mistério. Curioso como a biografista Jeanne Panvenne, com certa razão, chama a atenção para o caráter androcêntrico da genealogia sem, por outro lado, cuidar de saber o que aconteceu ao pai Albasini.  ----[1] Entre Narros e Mulungos, op. cit., p. 400.

## Obras
- À Procura de Saúde: crônicas de um doente/ In Search of Health: Cronicles of a Sick Man.Texto a negrito Org. César Braga-Pinto. English translation: Clelia Donovan. Maputo: Alcance Editores, 2016.

## Temas e legado
- Em contraste com o ilustrado, retórico, prolífico e extrovertido irmão, José era discreto e pragmático, tendo assinado poucos dos seus artigos, muitos deles escritos em língua ronga para a secção “landim” do jornal.
- Além de leitor dos semanários republicanos portugueses Povo de Aveiro, de Francisco Manuel Homem Christo, e O Mundo, de António França Borges, José era um grande admirador de Camilo Castelo Branco.[1]
- Alguns críticos e historiadores referem-se muitas vezes a esse grupo de jornalistas-escritores como “protonacionalistas”, seguindo a sugestão de Mário Pinto de Andrade. [1]
- Segundo Zamparoni, José Albasini é também o autor da série de textos numerados sob o título “Cartas de um indígena”, publicados entre 1909 e 1911 e assinados com o pseudónimo Faftin, de Inhambane, onde, ainda segundo o historiador, José Albasini exercia atividade profissional[1].
- Nos seus textos em língua ronga, o Bandana assume uma postura deliberadamente pedagógica: promove o aprendizado do português; critica a igreja católica que, ao contrário da missão suíça, era frequentada somente por homens e não ensinava o português; dá lições de economia, comércio e agricultura; clama os conterrâneos a se organizarem politicamente para melhor exigirem os seus direitos.
- Admirador de Camilo Castelo Branco.
- José raramente assinava os seus artigos em português, mas, desde o número inaugural, passou a assinar vários textos na seção landim.
- José Albasini é personagem do romance de João Paulo Borges Coelho O olho de Herzog (2008)

[1] Cf. Mário Pinto de Andrade, Origens do Nacionalismo Africano. Lisboa: Publicações D. Quixote, 1997, 2ª ed., 1998, p. 77.
[1] O BRADO AFRICANO. 2 de maio de 1936.